# Tanjung Burung
Tanjung Burung is een bestuurslaag in het regentschap Tangerang van de provincie Banten, Indonesië. Tanjung Burung telt 7391 inwoners (volkstelling 2010).